# Sahat-kula u Banjaluci
Sahat-kula u Banjaluci nalazila se u banjalučkoj čaršiji, u neposrednoj blizini džamije Ferhadije i spadala je u njene značajne objekte i predstavljala specifičan javni objekt nezaobilazan za arhitektonsko-urbanistički razvoj grada Banjaluke. Sahat-kula je bila bitan element prilikom identifikacije banjalučke čaršije, nalazeći se uvijek kao sastavni element svih vizura ovog prostora. Objekat sahat-kule bio je kompozicijski i koncepcijski usko povezan sa objektom Ferhadije i ostalim objektima stare čaršije u Banjaluci.
Premda vrijeme tačnog nastanka sahat-kule nije poznato, najvjerovatnije je to 1587. godina — vrijeme velikih građevinskih poduhvata Ferhat-paše Sokolovića u Banjaluci, novoj prijestonici novoformiranog Bosanskog pašaluka. Ako je ova pretpostavka istinita, banjalučka sahat-kula je bila najstarija sahat-kula u Bosni i Hercegovini.
Sahat-kula je bila jednoprostoran objekt i u podnožju je imala skoro kvadratnu osnovu — dimenzija 3,20 m × 3,30 m. Njeni zidovi su bili neobično masivni. Imala je oblik tornja koji se postupno sužavao prema koti koja se nalazila na visini 14,45 m, odakle je započinjao vertikalni dio novoizgrađenog dijela koji je nastao nakon zemljotresa 1969. godine. Visina sahat-kule u vrijeme rušenja 1993. godine iznosila je 18,89 m, a bila je završena četvorovodnim šatorastim krovom. Sahat-kula kroz vremenski period od svog nastanka doživljavala je niz promjena, kako u svom izgledu tako i u dimenzijama.
Srušena je 15. decembra 1993. godine. Do danas nije obnovljena. Područje i ostaci banjalučke sahat-kule predstavljaju nepokretno kulturno dobro Republike Srpske i nacionalni spomenik BiH.

## Kontekst
Izgradnja sahat-kula na području Osmanskog carstva otpočela je sredinom XVI vijeka, kao posljedica arhitektonskih i kulturnih uticaja donesenih sa područja Srednje Evrope. Izgradnja je bila uslovljena — sa jedne strane — potrebom obavljanja islamskih molitvi (pet dnevno, u određeno vrijeme, kako je muslimanima propisano normama njihove religije); s druge strane, to je bila skupoća tada vrlo rijetkih džepnih satova koje prosječan stanovnik nije sebi mogao da priušti. Zajedničke arhitektonske i prostorne karakteristike sahat-kula vezane su za rješenja tornjeva građenih u evropskim gradovima, ali prilagođenih sredini u kojoj se gradila sahat-kula u vidu lokalnog materijala od kojeg se gradila i zateknutog tradicionalnog načina gradnje.
Sahat-kule su najčešće građene u centralnim zonama čaršije, i to uz džamije, kao zadužbine pojedinih legatora (vakifi). Prema jednom putopiscu iz Francuske iz XVI vijeka, prva sahat-kula podignuta je u Skoplju između 1566. i 1572. godine, a sat je bio dovezen iz zauzetog Sigeta. U periodu osmanske uprave u BiH, sa urbanim razvojem pojedinih gradova se grade i sahat-kule, tako da istoričar Hamdija Kreševljaković do 1952. godine bilježi 19 sačuvanih sahat-kula na ovom prostoru.
Sahat-kule su visoke građevine četvorougaone osnovice, zidane najčešće kamenom i pokrivene šatorastim krovom. Ispod krova sahat-kule, najčešće se nalazi vijenac, a ispod njega četiri otvora okrenuta na sve četiri strane, gdje se nalazi sat sa napravom za otkucavanje vremena. Satovi su spojeni sa zvonom. Osim ta četiri, na sahat-kulama se javljaju i otvori u vidu puškarnica, koji su raspoređeni od podnožja pa do vrha objekta. Ovi otvori imaju zadatak da male količine svjetlosti uvedu u unutrašnjost objekta i osvijetle strmo drveno stubište kojim se dolazi do satnog mehanizma. Stubišta su bila postavljana uz zidove i imala na uglovima podeste (’odmorišta’). Brigu o sahat-kulama vodili su uglavnom sami vakifi. Svaka sahat-kula je imala po jednog službenika, koji je navijao sat; popravke su vršili urari. Službenik koji je navijao sat se zvao muvekit, pa su uz džamiju postojale posebne prostorije (muvekhitane) gdje se izračunavalo vrijeme molitvi i vršilo navijanje sata. Ovaj posao se često nasljedno prenosio unutar jedne porodice (npr. sa oca na sina), pa je tako jedna porodica ovu dužnost obavljala dugi niz godina.

## Nastanak
Banjalučka sahat-kula spadala je u značajnije objekte ovog perioda i predstavljala je specifičan javni objekt nezaobilazan za arhitektonsko-urbanistički razvoj grada, a još uvijek bitan element prilikom identifikacije banjalučke čaršije; predstavljala je njen integralni dio, nalazeći se uvijek kao sastavni element svih vizura prostora. Porijeklo i hronološki okvir u kojem je nastala ova sahat-kula još nije sa sigurnošću utvrđen, što predstavlja još uvijek nerasvijetljen dio banjalučke srednjovjekovne istorije. Postojanje srednjovjekovnog trga na ovoj lokaciji, smještenog između tvrđave — sa jedne strane, i brda Lauš na kojem je bila katolička crkva Sv. Lajoša (ili Ludovika) sa grobljem — sa druge strane, prema mišljenju arhitektkinje Sabire Husedžinović koja potvrđuje nesumnjivu prostornu važnost ove lokacije kroz istoriju.
Brojni istoričari, kao što je Hamdija Kreševljković ili Alija Bejtić, ističu da je sahat-kula najvjerovatnije nastala u XVI vijeku, odnosno u vrijeme uspostavljanja Bosanskog pašaluka u Banjaluci za vrijeme Ferhat-paše Sokolovića (vladao 1574—1588). U pronađenoj Ferhat-begovoj vakufnami, kako navodе ovi autori, može se zaključiti da je podignuta oko 1587. godine. Kako god, to u vakufnami nije izričito pomenuto, ali je navedeno da se određuju materijalna sredstva za plaćanje službenika koji mora da vodi računa o održavanju javnog sata; prema ovim autorima jasno je da je taj sat mogao da bude jedino na sahat-kuli. To je najstarije pominjanje jednog sata na prostoru Balkana, tako da postoji vjerovatnoća da je banjalučka sahat-kula najstarija sahat-kula u Bosni.
Husedžinovićeva relativizuje ovu tvrdnju ističući da je ovo jedna od mogućih interpretacija, te da je moguće da je sahat-kula postojala i prije ovog pomena u vakufnami Ferhat-paše, ali samo da je imala drugu namjenu. Jedna od hipoteza koja datira nastanak sahat-kule u period prije graditeljske aktivnosti Ferhat-paše Sokolovića u Banjaluci je hipoteza banjalučkog novinara i hroničara Aleksandra Ravlića. Ravlić drugačije iščitava podatak u pašinoj vakufnami od Kreševljakovića, ističući da je prije logičnije da je »pronicljivi i vidoviti Ferhad-paša, procijenio značenje sahat-kule (koju je zatekao na prostoru na kojem je naredio iznova „zakopati” središte novom naselju) i unošenjem stavki o plaći „sajčije” (urara, časovničara) želio na neki način sačuvati tu, vjerovatno, kršćansku „zaostavštinu” od nasilnog rušenja«. U prilog ovoj tezi, Ravlić navodi i činjenice da je groblje — kako se implicitno navodi u vakfunami — postojalo tu, kako ističe, i prije izgradnje džamije, te da je Ferhat-paša — kao poštovalac svih pokojnika — u vakufnami naredio da se proučava molitva svim sahranjenim na groblju, a ne samo onima koji su bili muslimani. Još jedan argument u prilog svojoj tezi o ranijem postojanju sahat-kule Ravlić vidi i u natpisu na zvonu koje je do Drugog svjetskog rata brojalo sate na ovoj građevini a na kojem je pisalo da je iz 1501. godine (v. ispod). On ovu činjenicu tumači mogućnošću da je ovo zvono bilo specijalno sačinjeno za ovu sahat-kulu, te upućuje na veoma bujan život u tadašnjoj Banjaluci i prije dolaska Ferhat-paše, koji je iz nekih drugih razloga zamro prije njegovog dolaska u Banjaluku. Ravlić kao još jedan argument u svoj prilog navodi jednu gravuru nepoznatog majstora koja prikazuje paljenje katoličke crkve u XVIII vijeku u panoramskom prikazu Banjaluke, a koja je stajala na mjestu na kojem je do 1993. godine bila sahat-kula. Stoga, zaključuje Ravlić: „s obzirom da se u Ferhad-pašinoj zakladnici spominje samo plaća za onog koji će se brinuti oko sahata, toranj sa satom je postojao i prije njegova dolaska”.
Sondažna arheološka istraživanja provedena oko sahat-kule 1984. godine pod nadzorom prof. Borisa Graljuka, utvrdila su samo da su temelji ovog objekta bili na hrastovim gredama, pa je na osnovu ovog podatka nastanak objekta lociran u osmanski period.
Lociranje banjalučke sahat-kule u osmanski period potvrđuju i analitička razmatranja arhitekte, profesora i akademika Tinea Kurenta, koji je utvrđivao modul po kojem je građen ovaj objekat. Po njemu je to bio turski aršin — ad dira al istanbuliyya — koji iznosi 68,579 cm; tj., to je isti aršin koji je korišten pri izradi Gazi Husrev-begove džamije u Sarajevu.
Husedžinovićeva relativizuje ovu Kurentovu tezu ističući da se ova mjera ne može primijeniti na sve elemente objekta: „posebno ona u osnovi ne čini cijeli broj, a zna se da je visina objekta tokom istorije često mijenjana, zbog čega bi se ovaj modul ili neki drugi mogao prihvatiti, tek poslije daljih i svestranijih proučavanja”.
Do početka Drugog svjetskog rata na sahat-kuli je postojalo zvono koje je otkucavalo satove. Na njemu je bio latinski natpis „Salio me Bartol Padovan anno domini MDI”. Slova su bila salivena vrlo primitivno. Zvono je bilo iz 1501. godine. Zvono je najvjerovatnije opljačkano sa neke crkve u kontitentalnoj Hrvatskoj, jer je poznato da su Osmanlije često uzimale zvona sa crkava kao ratni plijen.
Sahat-kula je u prvo vrijeme je otkucavala sate .

## Izgled i arhitektura
Objekt sahat-kule je bio kompozicijski i koncepcijski usko povezan sa objektom Ferhat-pašine džamije i ostalim objektima stare čaršije u Banjaluci. Sahat-kula je bila jednoprostoran objekt i u podnožju je imala skoro kvadratnu osnovicu dimenzija 3,20 m × 3,30 m. Njeni zidovi su bili neobično masivni. Imala je oblik tornja koji se postupno sužavao prema koti koja se nalazila na visini 14,45 m, odakle je započinjao vertikalni dio novoizgrađenog dijela koji je nastao nakon zemljotresa 1969. godine. Visina sahat-kule u vrijeme rušenja 1993. godine iznosila je 18,89 m, a bila je završena četvorovodnim šatorastim krovom.
Sahat-kula je kroz vremenski period od svog nastanka doživljavala čitav niz promjena, kako u svom izgledu, tako i u dimenzijama — posebno visini. Većina izmjena, koja se mogla utvrditi prije rušenja 1993. godine, vjerovatno je nastala u toku  vijeka, kada su gornji dijelovi objekta ozidani opekom. Taj izgled se može vidjeti na fotografijama iz perioda austrougarske uprave u BiH i nije pouzdano utvrđeno da li je nastao kao posljedica autentične restauracije ili IZ potrebe za povećanjem visine objekta. U to vrijeme objekt je povećan na visinu od 24,25 m i u svom vrhu je dobio jedan polukružni otvor, a pored ukrasnog vijenca ispod strehe urađeni su dekorativni elementi izvedeni u žbuki poput dekorativnog friza. Donje zone sahat-kule su, kako ističe arhitektkinja Husedžinovićeva, vjerovatno su tom prilikom utegnute čeličnim prstenovima i ukrasnim aplikacijama. Krovni pokrivač je zbog uzimanja olova za vrijeme Prvog svjetskog rata bio od šindre.
Nakon zemljotresa 1969. godine, stanje objekta je bilo izuzetno teško. Gornji dijelovi sahat-kule su se obrušili, a pojavile su se brojne pukotine na zidovima. U restauraciji koja je uslijedila izgled objekta je ponovo promijenjen — i to gornjoj zoni koja je bila sam predmet restauracije. Dograđena su dva polja; u prvo je smješten sat sa brojčanicima, na sve četiri strane, a u drugom gornjem polju su se pojavila po dva otvora na svakoj strani, sa blago prelomljenim lukovima. Potonja promjena je urađena na osnovu analogije izgleda drugih sahat-kula u Bosni, kako ističe Husedžinovićeva, bez korišćenja izvorne literature, te se, zbog toga, kako navodi arhitektkinja, može da smatra samo pretpostavkom originalnog izgleda. Prilikom restauracije je izostalo sužavanje objekta ka vrhu, pa je zbog toga nastao utisak iskrivljenosti sahat-kule. ’Jajačka sedra’, krečnjak iz okoline Jajca slabijeg kvaliteta i strukture korišćen prilikom zidanja ovog dijela objekta, razlikovao se od autentičnog kamena kojim je zidana sahat-kula — što je još više unijelo nesklad sa opštim izgledom objekta. Poslije novog zemljotresa, 1980. godine, došlo je do novih oštećenja, pukotina, u donjim i srednjim zonama sahat-kule; objekat je izašao i iz vertikalne ose za 13 cm.
Ulaz se nalazio sa jugoistočne strane objekta i nekoliko puta je mijenjan, prepravljan i dograđivan. Iznad polukružnog otvora bili su vidljivi ostaci prelomljenog luka od opeke, tzv. tuble, te mjesto gdje se ranije nalazila kamena ploča sa epigramom. Zbog graditeljskih aktivnosti oko kule došlo je do povećanja nivoa terena, te je prvobitna kaldrma zatrpana i visina ulaza smanjena. Zahvaljujući svim ovim elementima, svojevremeno je izvršena restauracija ulaza; dodatno, ugrađena su vrata od kovanog gvožđa.

### Materijal i tehnika građenja
Sahat-kula je bila zidana kamenom krečnjakom, djelimično priklesanim blokovima u živom kreču. Kvalitet i vrsta kamena su bili različiti, ali je preovladavala tesana sedra na spoljašnjem dijelu zida, dok je unutrašnji zid od ’lauš’-kamena (laporoviti krečnjak iz okoline Banjaluke, slabijeg kvaliteta) — tako da sa spoljašnim zidom daje mješovitu strukturu međusobno inkorporisanih blokova.
Gornje, nove zone objekta su — kao što je gorepomenuto — zidane ’jajačkom’ sedrom u cementnom malteru. Temelji objekta su bili od većih i pravilnih blokova krečnjaka, povezanih takođe živim krečom. Objekt je ležao na nasipu visine 4 m, što je imalo za posljedicu da je kao takav bio temeljen na drvenom roštilju od zdrave hrastove građe. U objektu su bili vidljivi ostaci drvenih hatula i elementi prvobitne drvene stropne konstrukcije. Na kamenoj fasadi, neujednačene strukture, u donjim zonama nalazile su se maske za zatege u obliku dekorativnih aplikacija, koje su bile postavljene u austrougarsko doba. Sva kamena struktura objekta bila je mjestimice ’prošarana’ kamenim ’spolijama’ od pravilnih klesanaca, komadima keramičkih cijevi, te ostacima tuble, što je bilo posebno uočljivo oko zazidanih otvora nekadašnjeg sata, a koji su služili kao rezonatori.

### Arhitektonske i stilske osobenosti
Banjalučka sahat-kula je, ako se prihvati pretpostavka da je izgrađena 1587. godine, bila prva izgrađena sahat-kula u Bosni. Nakon nje su se u kasabama i šeherima Bosne početkom  te kroz cijeli  vijek gradile sahat-kule, tako da ih je 1952. godine bilo 19, a 1989. 18 (od kojih pet u upotrebi). Zajedničko svim sahat-kulama u Bosni je mala osnova kvadratnog oblika stranice 2,5 m do 4,5 m (sa izuzetkom gračaničke sahat-kule, čija je stranica iznosila 5,5 m); visina im je varirala od 9 m kod gornjovakufske sahat-kule do sarajevske koja je visoka 28 m. U ovu kategoriju, sa banjalučkom sahat-kulom ubrajaju se i sahat-kula u Donjem Vakufu, Gornjem Vakufu, Maglaju, Prozoru, Sarajevu, Nevesinju, Foči, Počitelju, Stocu, Mostaru, dvije u Travniku, Gračanici, Trebinju, Gradačcu, Livnu, Jajcu i još jedna u Sarajevu koja je bila od drveta a koja je srušena 1878. godine. Zidovi se svim navedenim sahat-kulama malo sužavaju od zemlje prema krovu; građene su od kamena, a kod nekih je bila kombinacija kamena i opeke. Uglovi su bili pažljivije obrađeni klesancima. Zajedničko svim sahat-kulama je i ostavljanje malih otvora u masi zida — da bi se osvijetlilo unutrašnje drveno stubište; na vrhu je bio šatorasti krović, a ispod otvori (jedan, dva ili tri) na četiri strane, gdje su bila zvona.
U poređenju sa drugim sahat-kulama u Bosni, banjalučka sahat-kula — ako se uzmu podaci orijentaliste Bejtića, koji navodi da je ona izvorno imala dva otvora (za što, pak, kako ističe Husedžinovićeva, Bejtić ne daje istorijske izvore), — može da se poredi sa sahat-kulom u Livnu, koja takođe ima dva otvora. Po opštem obliku kubusa, ličila je na sahat-kulu u Prozoru. U vrijeme austrougarske uprave je imala, kao što je već pomenuto, jedan otvor obrađen arhivoltama, znatno veću visinu i male konzolice ispod krova, te se prema svim detaljima mogla da poredi sa sahat-kulom na Musali u Travniku ili sahat-kulom u Trebinju (kod koje su uticaji romaničko-mediteranske arhitekture bili jako izraženi).
- Poređenje sa livanjskom i travničkom sahat-kulom
- Livanjska sahat-kula
- Travnička sahat-kula na Musali

## Sahat-kula kroz vijekove

### Istorijat do rušenja
Banjalučka sahat-kula je sredinom  vijeka ostala bez sata, i takva ostala čitavih trideset godina do 1971. kada je sat ponovo postavljen. Najveće zasluge za ovaj poduhvat su svojevremeno nosili Društvo prijatelja banjalučkih starina i Republički zavod za zaštitu spomenika kulture iz Sarajeva. U ponoć između 21. i 22. aprila 1971. godine, sat je ponovo pokrenut. Svečani govor je održao Fuad Balić, a otvaranje se dogodilo i uz stihove pjesnika Jovana Joce Bojovića.

### Istorijat zaštite i restauracija
Rješenjem Zavoda za zaštitu kulturno-istorijskog i prirodnog naslijeđa Bosne i Hercegovine, objekt je stavljen pod zaštitu države; upisan je i u Registar spomenika kulture. Prostornim planom Bosne i Hercegovine do 2002. godine Sahat-kula u Banjaluci je bila evidentirana i kategorizovana kao objekt II kategorije — i to kao deveti po redu. Urbanističkim planom Banjaluke iz 1975. godine, bila je predviđena rekonstrukcija i vraćanje prvobitne namjene.
Istorijat restauracija je dat hronološkim redoslijedom:
- 1587. godina — vjerovatni nastanak objekta;[4]
- vijek:[4]
  - gornje zone dozidane opekom,[4][34]
  - povećana visina objekta na 22,00 m,[4][34]
  - izrađen polukružni otvor, vijenac i dekorativni elementi;[4][34]
- kraj  i početak XX stoljeća — dodate zatege sa maskama;[4]
- 1969. godina:[4]
  - sanacija gornje zone sahat-kule nakon zemljotresa,[4][35]
  - dograđena dva polja, gdje je u prvom smješten sat na četiri strane, a u drugom, gornjem, napravljena dva lučno oblikovana otvora uz upotrebu jajačke sedre;[4][35]
- 1984. godina — izrada tehničke dokumentacije za sanaciju objekta;[4][36]
- 1985/86. godina — sanacioni radovi:[4][36]
  - fotogrametrijsko snimanje objekta,[4][36]
  - geomehaničko ispitivanje terena,[4][36]
  - sondažna arheološka istraživanja,[4][36]
  - arhitektonsko snimanje objekta,[4][36]
  - utezanje prstenovima od željeznih profila na mjestima koja su predstavljala najkritičnije zone oštećenja objekta, a radi sigurnijeg rada na gradilištu<,ref name="Komisija"/>[36]
  - ispitana seizmička osjetljivost objekta metodom ambijent-vibracije,[4][36]
  - sanacija i ojačavanje temelja injektiranjem i obostranim izvođenjem armiranobetonskih zidova,[4][36]
  - bušenje unutrašnje površine kamenih zidova i kasnija izradba armiranobetonskih serklaža na visinskim razmacima od 240 cm do 300, na mjestima ranijih drvenih hatula,[4][36]
  - postavljanje čeličnih šipki FI 20 mm u četiri ugla objekta i njihovo vezivanje sa horizontalnim serklažima pomoću ankeriranih ugaonika L 120 mm × 13 mm i zavarenih sidara (I 120), nakon prednaprezanja vertikalnih šipki u gornjim zonama izvršeno je injektiranje cementnom emulzijom svih pukotina i čitave mase zida do visine 14,40 m.[4][36]

## Rušenje i današnjica
Sahat-kula je srušena 15. decembra 1993. godine, nekoliko mjeseci nakon rušenja džamije Ferhadije; srušeni su i drugi objekti u kompleksu Ferhat-pašine džamije u Banjaluci — turbe Ferhat-paše Sokolovića i turbe Ferhat-pašinih barjaktara, sa ogradom, česmom, šadrvanom i svim bašlucima na groblju. Istog dana je počelo odvoženje svih ostataka na smetljište.
Komisija za očuvanje nacionalnih spomenika Bosne i Hercegovine (u sastavu: Tina Vik, Amra Hadžimuhamedović, Dubravko Lovrenović, Ljiljana Ševo i Zejnep Ahunbej), 7. maja 2003. godine područje i ostatke banjalučke sahat-kule proglasila je nacionalnim spomenikom Bosne i Hercegovine. Ovom odlukom Komisija je ujedno obavezala Vladu Republike Srpske da obnovi sahat-kulu u svom originalnom izgledu i stanju prije rušenja, sa ugrađivanjem što više moguće izvornog materijala.
Do juna 2020. godine sahat-kula još uvijek nije bila obnovljena. Prema izvještavanju medija, obnova je ili bila u planu ili je još uvijek u planu (podatak iz maja 2018. godine).
U oktobru 2023. godine Ministarstvo za prostorno uređenje, građevinarstvo i ekologiju Republike Srpske izdalo je rješenje za njenu obnovu, koju je preuzelo Muftijstvo banjalučko. Obnova do danas nije počela i zasad nije poznato kada će.

## Literatura
- Андрејевић, Андреј (1976). „Претварање цркава у џамије” (PDF). Зборник за ликовне уметности. Нови Сад: Матица српска (12): 98—117. ISSN 0543-1247.  66520583  31868167
- 104008455  1126062052  4965670  16399874
- 523428964  57465612  57465612  12902146
- 89151498  103969543  1126062052  1126062052
- 371480  371480
- 57465612  57465612  1025040370  12902146
- 13768198
- 104008455  1126062052  16399874
- 230059271  15907846  15907846
- 110429196  110429196  7272454
- 28724492  28724492  23431430
- 15894018
- 57465612  57465612  12902146
- 11596294
- 20295686  20295686
- 15886338  15886338
- 5954072  5954072
- 515864215  57465612  57465612  26113798  12902146
- 55726860  1924390  1924390
- 20295686  20295686
- 230059271  15907846  15907846
- 15886338  15886338
- 15886338  15886338
- 158697735  5366787
- 11293702
- 73240  73240  73240
- 512974481  512974481
- 66725900  9283590
- 27034127  27063814
- 50640391  38518784  38518784
- 1539038698  1539038698
- 512482962
- 214805260  214805260

## Spoljašnje veze
- Архивирано на веб-сајту  (22. јануар 2021), sajt Komisije za očuvanje nacionalnih spomenika BiH (jezik: bošnjački)